# 북미 동부 소림지 원주민
동부 소림지(Eastern Woodlands)는 북미 원주민을 문화지리적으로 분류했을 때 그 범주 중 하나다. 동부 소림지란 동서로는 대략 대서양 해안에서부터 대평원 어귀까지, 남북으로는 오대호에서 멕시코만까지를 이야기한다. 남북으로 나누어 동남부 원주민, 동북부 원주민으로 세분한다. 서쪽으로는 대평원 원주민, 북쪽으로는 아북극 원주민과 이웃한다.
동부 소림지 원주민들은 알곤킨, 이로쿼이, 머스코기, 수 등의 어족에 속하는 언어를 구사했고, 고립어를 쓰는 부족도 여럿 있다.